# Sunrise Lake
Sunrise Lake è un census-designated place (CDP) degli Stati Uniti d'America situato nello stato della Pennsylvania, nella contea di Pike.